# Botswana na Letnich Igrzyskach Olimpijskich 1992
Botswanę na XXV Letnich Igrzyskach Olimpijskich w Barcelonie reprezentowało 6 sportowców.
Był to czwarty start Botswany na letnich igrzyskach olimpijskich.

## Boks
- France Mabiletsa - waga półciężka, odpadł w pierwszej rundzie

## Lekkoatletyka

### Mężczyźni
- Camera Ntereke - 400 m, odpadł w eliminacjach
- Mbiganyi Thee - 800 m, odpadł w półfinale (10. miejsce)
- Bobby Gaseitsiwe - 1500 m, odpadł w eliminacjach
- Zachariah Ditetso - 5000 m, odpadł w eliminacjach
- Benjamin Keleketu - maraton, 83. miejsce